# Alberdapolder
De Alberdapolder is een voormalig waterschap in de Nederlandse provincie Groningen.
De polder was ten noordwesten van Aduard gelegen, tussen de Sietse Veldmastraat (N983) en de Hamstertocht. De Spanjaardsdijk vormde de westgrens. Door de polder liep een boezemleiding die de afwatering was van de Noorderham. De beide delen van het waterschap (links en rechts van deze leiding), waren met elkaar verbonden door twee onderleiders.
De molen van het waterschap stond aan de Hamstertocht, die in Aduard uitmondde in de Lindt.

## Driedeling
Bij de aanleg van het Van Starkenborghkanaal is de polder in drieën geknipt. De afwatering van twee delen ging vanaf dat moment naar dit kanaal. Deze twee delen kregen de namen:
- Siccamapolder, ten noorden van het kanaal
- Alberdapolder, ten zuiden

Een derde deel, de Knooppolder genaamd kreeg een eigen bemaling die op de Alberdapolder uitsloeg. De Lindt door de bebouwde kom van Aduard kon daardoor gedeeltelijk worden gedempt.
Waterstaatkundig gezien ligt het gebied sinds 1995 binnen dat van het waterschap Noorderzijlvest.